# Ventolà
Ventolà – miejscowość w Hiszpanii, w Katalonii, w prowincji Lleida, w comarce Alta Ribagorça, w gminie El Pont de Suert.
Według danych opublikowanych przez Institut d’Estadística de Catalunya w 2020 roku liczyła 5 mieszkańców – 2 mężczyzn i 3 kobiety. Liczba mieszkańców w poprzednich latach: 4 (2008), 4 (2009), 5 (2014), 4 (2015), 5 (2019).